# Ievgueni Ievguénievitx Lanseré
Ievgueni Ievguénievitx Lanseré (en rus, Евгений Евгеньевич Лансере), també conegut com a Eugene Lanceray (Pàvlovsk, 23 d'agost de 1875 - Moscou, 13 de setembre de 1946) va ser un artista gràfic, pintor, escultor, mosaïcista i il·lustrador rus associat estilísticament amb el moviment Mir iskusstva.

## Primers anys i educació
Lanseré va néixer a Pàvlovsk, als afores de Sant Petersburg. Venia d'una important família artística russa. El seu pare, Ievgueni Aleksàndrovitx Lanseré, va ser escultor. El seu avi Nikolai Benois i el seu oncle Leonti Benois eren cèlebres arquitectes. Un altre oncle, Aleksandr Benois, va ser un respectat artista, crític d'art, historiador i preservacionista. El seu besavi va el compositor rus nascut a Venècia Catterino Cavos. Els germans de Lanseré també eren hereus d'aquesta tradició artística. La seva germana, Zinaïda Serebriakova, va ser pintora, mentre que el seu germà Nikolai va ser arquitecte. La seva cosina, Nadejda Benois, va ser la mare de Peter Ustinov.
Lanseré va rebre les seves primeres classes a l'escola de dibuix de la Societat Imperial de Foment de les Arts de Sant Petersburg des 1892 a 1896 amb Jan Ciągliński i Ernst Friedrich von Liphart. Després va viatjar a París, on va continuar els seus estudis a l'Académie Colarossi i a l'Académie Julian entre 1896 i 1899.

## Abans de la revolució
Després de tornar a Rússia, Lanseré es va unir al moviment Mir iskusstva, inspirat en una revista artística homònima fundada el 1899 a Sant Petersburg. Altres membres destacats de Mir iskusstva van ser l'oncle de Lanseré Aleksandr Benois, Konstantín Sómov, Valter Nuvel, Léon Bakst i Dmitri Filossófov.
Com altres membres de Mir iskusstva, estava fascinat amb la "pols escumosa" del Rococó, i amb freqüència es va inspirar en la història i l'art russos del segle xviii.

## Després de la revolució
Lanseré va ser l'únic membre destacat de Mir iskusstva que va romandre a Rússia després de la Revolució de 1917. Fins i tot la seva germana no se sentia còmoda en l'ambient revolucionari i el 1924 va marxar a París.
Lanseré va deixar Sant Petersburg el 1917, i va passar tres anys vivint al Daguestan, on es va enamorar de temes orientals. El seu interès va augmentar durant els viatges efectuats a principis de 1920 al Japó i Ankara. El 1920 es va traslladar a Tbilisi. Durant la seva estada a Geòrgia, va ensenyar a l'Acadèmia Estatal de les Arts de Tbilisi (1922-1934) i va il·lustrar les novel·les caucàsiques de Leo Tolstoi.
Lanseré va deixar Geòrgia el 1934 i es va establir a Moscou, on va participar en la decoració de l'estació de tren de Kazan i l'Hotel Moskvà. Durant aquest mateix període, Lanseré també va treballar com a escenògraf. Tres anys abans de la seva mort, va ser guardonat amb el Premi Stalin. Va morir a Moscou als 71 anys.